# ジョン・エリオット・ガーディナー
ジョン・エリオット・ガーディナー（Sir 英語: John Eliot Gardiner CBE、1943年4月20日 - ）は、イギリスの指揮者である。

## 経歴
作曲家のヘンリー・バルフォア・ガーディナーは大叔父にあたる。15歳から指揮を始めた。ケンブリッジ大学学部生時代に音楽を学んで、1964年にモンテヴェルディ合唱団を結成した。卒業後はロンドンでサーストン・ダートに、パリでナディア・ブーランジェに師事した。
1968年にモンテヴェルディ管弦楽団を結成した。それから10年ほどしてモンテヴェルディ管弦楽団を改組し、イングリッシュ・バロック・ソロイスツに発展させ、1977年のインスブルック古楽フェスティバルでヘンデルの『アチスとガラテア』を古楽器で演奏してデビュー公演を果たした。1989年にモンテヴェルディ合唱団設立25周年を記念して、モンテヴェルディの『聖母マリアの夕べの祈り』による世界ツアーを行った。
1990年には、ロマン派音楽のレパートリー開拓を目指して、オルケストル・レヴォリューショネール・エ・ロマンティークを新たに結成した。これまでに、ベートーヴェンとシューマンの交響曲全集やベルリオーズの主要な管弦楽作品、ヴェルディの『レクイエム』と歌劇『ファルスタッフ』を録音し、高い評価を獲得してきた。映像ではモーツァルトの一連のオペラも収録している。
リヨン国立歌劇場音楽監督（1983-1989年）、北ドイツ放送交響楽団首席指揮者（1991-1994年）の他、客演指揮者としては、世界中の優れたオーケストラや歌劇場に早くから登場しており、ベルリン・フィルハーモニー管弦楽団、フィルハーモニア管弦楽団、ボストン交響楽団、シカゴ交響楽団、クリーヴランド管弦楽団、ロンドン交響楽団、ロイヤル・コンセルトヘボウ管弦楽団、ウィーン・フィルハーモニー管弦楽団、ダラス交響楽団、イングリッシュ・ナショナル・オペラ、コヴェント・ガーデン王立歌劇場、モンテカルロ国立歌劇場などで活躍してきた。ガーディナーは古典派以前の音楽だけでなく、サン＝サーンスやビゼー、フォーレ、マスネ、ドビュッシー、ラヴェル、リリ・ブーランジェのようなベルリオーズ以後の近代フランス音楽や、ベンジャミン・ブリテンなどのイギリス音楽も得意としている。
バッハ没後250年の2000年には手兵のモンテヴェルディ合唱団、イングリッシュ・バロック・ソロイスツを率い、ヨーロッパ各地の教会を回りながら毎週一回のコンサートを行い、1年かけてバッハの全教会カンタータを演奏するという（無謀ともいえる）計画を実行した。その時の録音はアルヒーフからカンタータ全集として発売されるはずだったが半ばにして中断され、やむを得ずガーディナーは新レーベル「Soli Deo Gloria」を自ら設立した。現在続々と発売され、以前と違う自然な演奏スタイルは高い評価を受けている。
2023年、手兵のモンテヴェルディ合唱団、オルケストル・レヴォリューショネル・エ・ロマンティックを率いて、ベルリオーズ音楽祭開幕公演で起こした事件をきっかけとして、2024年モンテヴェルディ合唱団・管弦楽団の指揮者を解任された。これに対しガーディナーは同年、新たにスプリングヘッド・コネクションという名称の団体を組織し、そのツアーを古巣のモンテヴェルディ合唱団・管弦楽団のヨーロッパ・ツアーと同時期に組むと同じプログラムで対抗した。

## 栄誉栄典
1998年にエリザベス2世よりナイトに叙せられるなど、数々の栄誉と賞を授けられてきた。一部を列記する。
- 1987年、名誉博士号、リヨン大学[9]
- 1990年、大英帝国勲章（CBE）、イギリス新年の叙勲 (イギリス)（英語版）に際して音楽に寄せた献身に対して[10]。
- 名誉フェロー、ロンドン大学キングス・カレッジ・ロンドンおよびケンブリッジ大学キングス・カレッジ
- 1992年、名誉会員、イギリス王立音楽アカデミー[9]
- 1994年、グラミー賞Best Choral Performance[11]。
- 1998年、下級勲爵士、イギリス女王誕生記念叙勲（英語版）、音楽への貢献による[12][13]。
- 1999年、グラミー賞、最優秀オペラ録音賞[11]。
- 2005年、バッハ章（フランス語版、英語版）[14]。
- 2005年、ドイツ連邦功労十字章に叙される[15]。
- 2006年、名誉博士号、パヴィア大学（音楽学、Doctorate Honoris Causa）。大学の所在地クレモナはクラウディオ・モンテヴェルディの生まれ故郷[9][16]。
- 2008年、バッハ賞、イギリス王立音楽アカデミー（Bach Prize）ならびにコーン財団（英語版）共催[9]。
- 2012年、票決により『グラモフォン』殿堂入り[17]。
- 2011年、レジオンドヌール勲章シュヴァリエ（英語版）に叙される。
- 2014年、名誉博士号（音楽学）、セントアンドリュース大学[18]。
- 2014年、「バッハ：天国の宮廷音楽賞」（Bach: Music in the Castle of Heaven ）2013年度人物伝部門の候補、書評家協会賞（英語版）[19]。
- 2015年、名誉博士号（音楽学）、ケンブリッジ大学。
- 2015年、名誉フェロー、王立音楽アカデミー[20]。
- 2023年、名誉博士号、フランツ・リスト音楽アカデミー[21]。

## 私生活
余暇には、生家のあるドーセット北部で有機農法菜園を営んでいる。